# Eems-Vechtkanaal

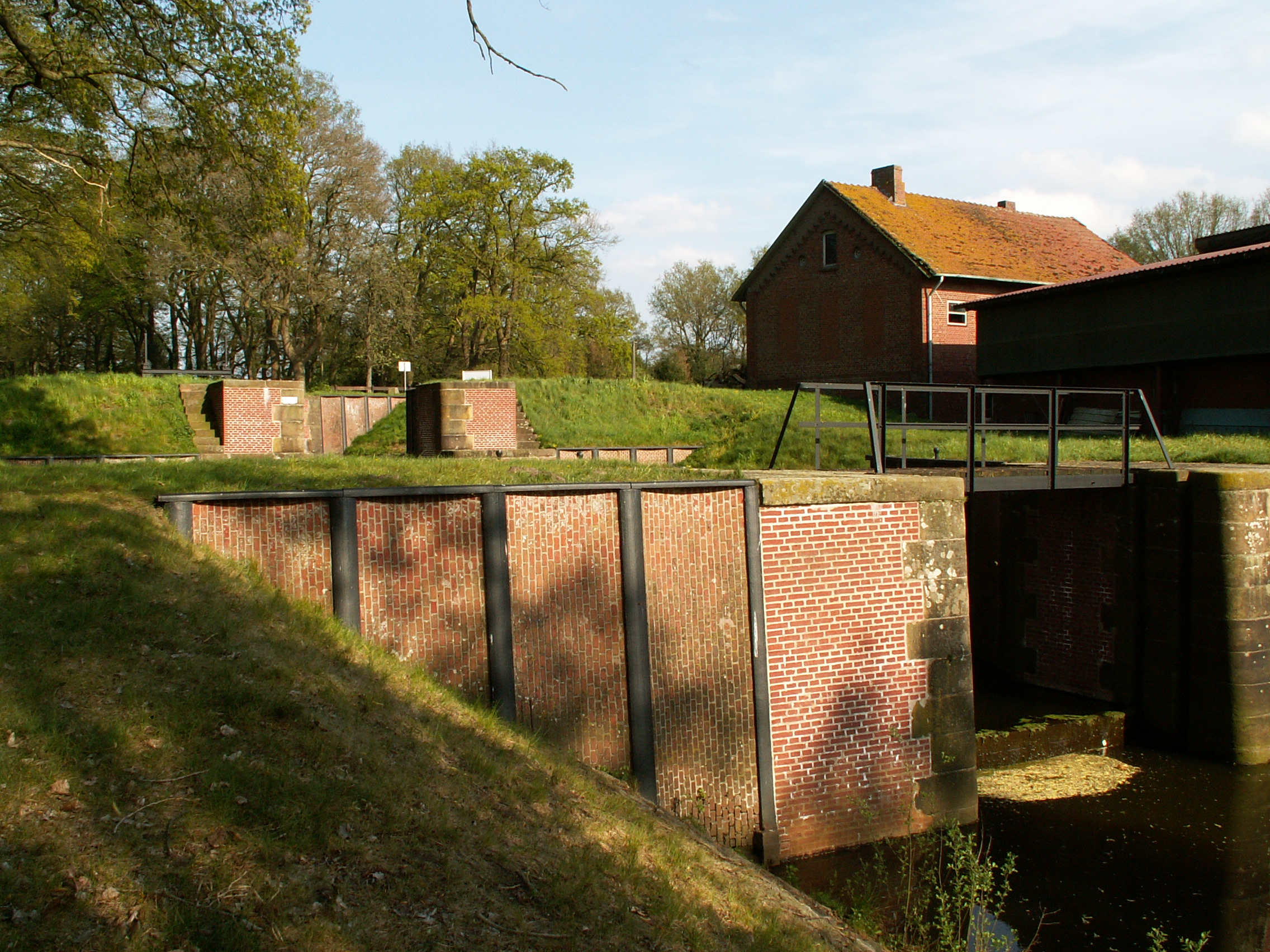
De Koppelsluis in het Eems-Vechtkanaal

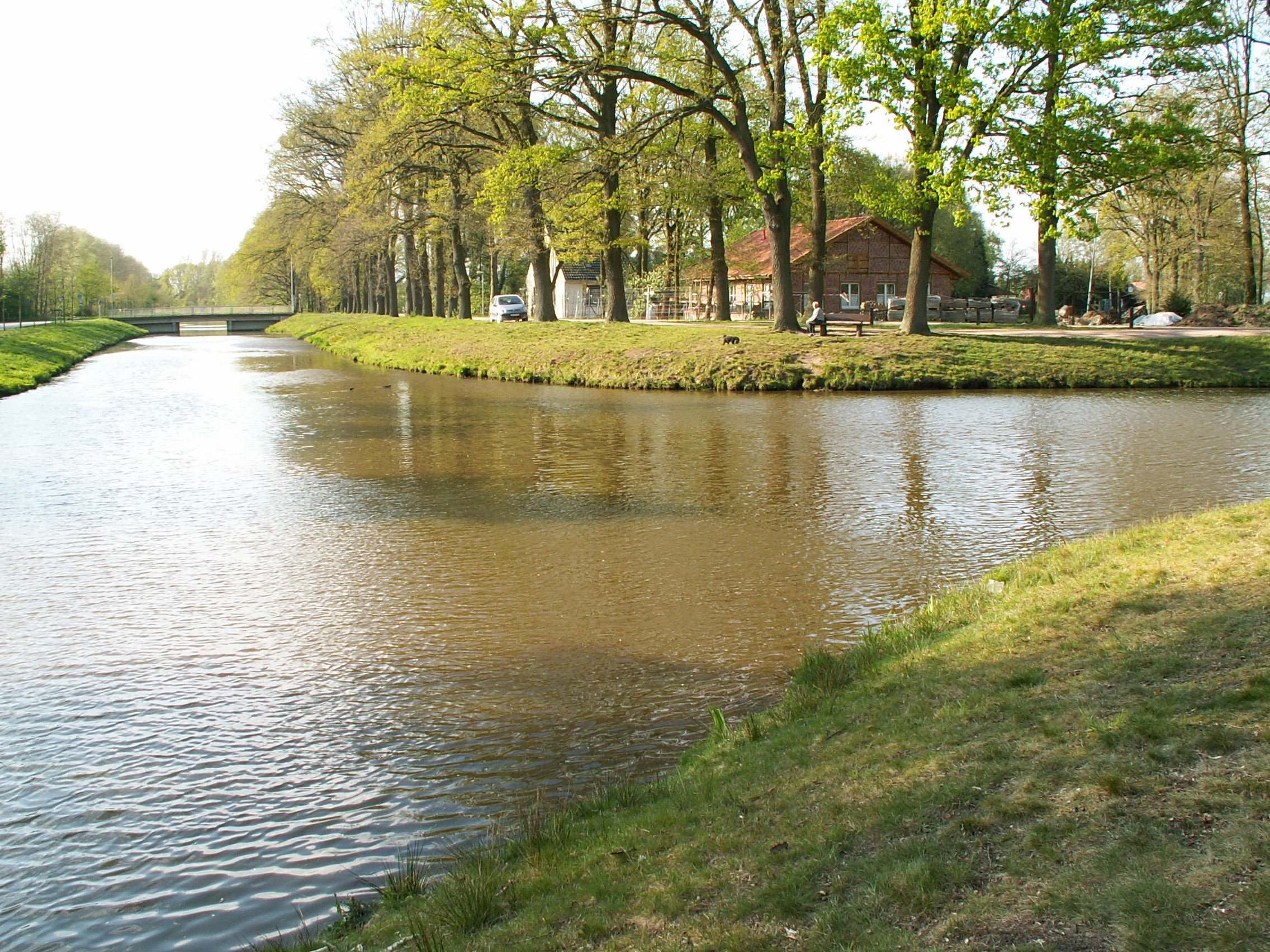
Kruising van het Eems-Vechtkanaal met het Zuid-Noordkanaal

Het Eems-Vechtkanaal (Duits: Ems-Vechte-Kanal, EVK) is een kanaal in de Duitse deelstaat Nedersaksen dat de Overijsselse Vecht in Nordhorn verbindt met de Eems in Hanekenfähr, iets ten zuiden van Lingen, op de gemeentegrens van Lingen met Emsbüren.

## Verloop
Het Eems-Vechtkanaal is 22,95 kilometer lang en kent twee sluizen, de Koppelsluis bij Nordhorn en de Eemssluis bij Hanekenfähr. Het kanaal is 1,8 meter diep en op de bodem 8,5 meter breed. Van oever tot oever is het kanaal 16 meter breed, er over liggen tien bruggen, voornamelijk draaibruggen.
In Nordhorn is een verbindingskanaal dat het Eems-Vechtkanaal verbindt met het Kanaal Almelo-Nordhorn. Via het Zuid-Noordkanaal is er ook verbinding met het Coevorden-Piccardiekanaal.

## Geschiedenis
Het Eems-Vechtkanaal werd in 1879 geopend. In 1973 werd de scheepvaart op het kanaal beëindigd. Het kanaal dient nu uitsluitend voor waterrecreatie en waterbeheer. Langs de zuidoever is over het voormalig jaagpad  een fiets- en wandelpad aangelegd.
Op initiatief van de vereniging Graf-SHIP is het Eems-Vechtkanaal in 2005 weer vrijgegeven voor vaartuigen met een lengte tot 12 meter.